# Bovenste Molen (Schinveld)
De Bovenste Molen is een verdwenen watermolen op de Roode Beek te Schinveld, gelegen aan de Brunssummerstraat.
Het was een middenslagmolen die fungeerde als korenmolen.

## Geschiedenis
De molen was verbonden aan de hoeve Schinvelder Huuske. Het hoofdgebouw stamde uit de 17e eeuw. Een balk met opschrift Dit haus steit in Gottes hant in der newer meullen ist es genannt ao 1622 bevond zich in het oorspronkelijk gebouw en is bewaard gebleven. 
Het complex bestond uit een molenhuis, een molenaarshuis en schuren en was deels in vakwerkbouw, deels in baksteen. In 1913 werd het rad vervangen door een turbine. Later vervuilde het water door toedoen van de kolenwasserij van de Staatsmijn Hendrik. Hier had de turbine van te lijden.
Het bedrijf werd in 1952 stopgezet, waarna verval intrad. De beek werd gekanaliseerd en in 1965 viel de molen ten offer aan verbreding van de autoweg van Schinveld naar Brunssum.